# 威廉·毕比
威廉·毕比（/ˈbiːbi/，1877年7月29日—1962年6月4日）是一位美国鳥類學家、海洋生物学家、昆虫学家和探险作家，纽约动物学会成员，曾首次在潛水球中探索深海，1918年获美国国家科学院颁发的丹尼尔·吉罗·艾略特奖章，1926年获约翰·巴勒斯奖章。